# Opera buffa

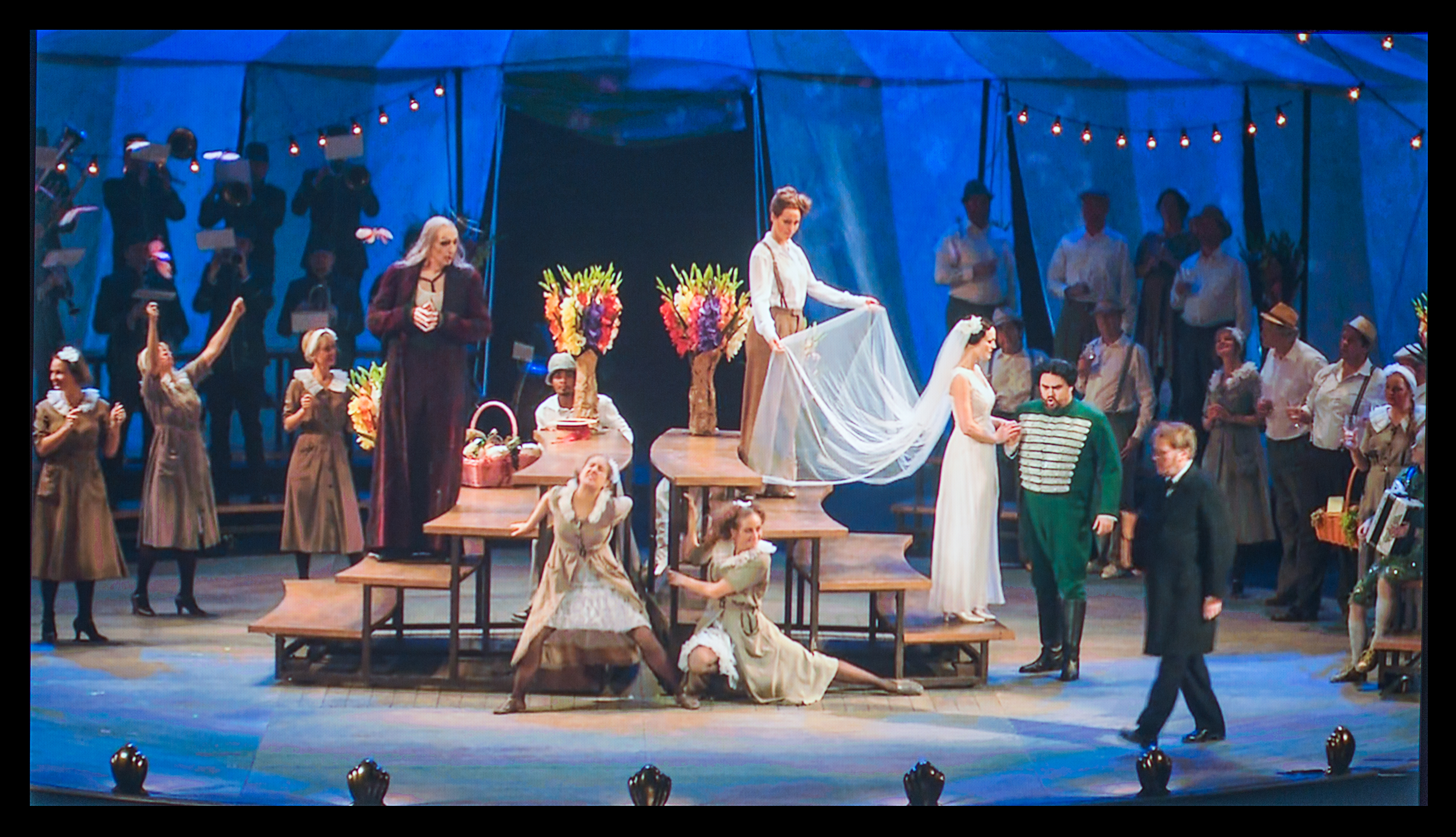
Představení Donizettiho Nápoje lásky v Göteborské opeře v roce 2013

Opera buffa je žánr komické opery vycházející z italské tradice, zejména neapolské z první poloviny 18. století. 
Z jihu Itálie se žánr šířil dále na sever, a posléze ovlivnil i opery, jež Mozart komponoval na da Ponteho libreta, a Rossiniho komedie. 
Operu buffu charakterizuje zasazení děje do všedního života, použití místních dialektů a jednoduché vedení hlasů.